# Praepeneroplis
Praepeneroplis es un género de foraminífero bentónico la familia Charentiidae, de la superfamilia Biokovinoidea, del suborden Biokovinina y del orden Loftusiida. Su especie tipo es Peneroplis senoniensis. Su rango cronoestratigráfico abarca el Maastrichtiense (Cretácico superior).

## Discusión
Clasificaciones previas incluían Praepeneroplis en el suborden Textulariina y en el orden Textulariida.

## Clasificación
Praepeneroplis incluye a las siguientes especies:
- Praepeneroplis senoniensis †
- Praepeneroplis striata †